# Gazipaşa
Gazipasa (Latijn: Selinus) is een plaatsje in het zuidoosten van Turkije. Het is gelegen aan de Golf van Antalya. Het ligt op ongeveer 180 km rijden van Antalya. Het was ooit een bloeiende havenstad en bisschopsstad in de klassieke oudheid, bekend onder de naam Selinus of Trajanopolis. In deze stad stierf Trajanus, keizer van Rome.

## Klimaat
Gazipasa kent een mediterraan klimaat. De winters zijn er zacht en vochtig met temperaturen van gemiddeld 12 tot 15°C. Toch kan het er vriezen en zelfs sneeuw is niet uitgesloten. De zomers zijn droog en heet. De temperaturen dalen nooit onder de 25°C dan. Maxima van 35°C en meer zijn geen uitzondering.

## Algemeen
De laatste jaren is het toerisme er sterk toegenomen. Mede door de lage grondprijzen en de toenemende nood aan ruimte voor massatoerisme.